# Paradisaea
Paradisaea – rodzaj ptaków z rodziny cudowronek (Paradisaeidae).

## Zasięg występowania
Rodzaj obejmuje gatunki występujące na Nowej Gwinei i pobliskich wyspach.

## Morfologia
Długość ciała samców 30–43 cm, samic 29–35 cm, masa ciała samców 158–300 g, samic 115–210 g.

## Systematyka
Rodzaj zdefiniował w 1758 roku szwedzki przyrodnik Karol Linneusz w 1. tomie 10. edycji jego dzieła Systema Naturae. Gatunkiem typowym jest cudowronka wielka (Paradisaea apoda).

### Etymologia
- Paradisaea (Paradisea): łac. paradisus „raj”, od gr. παραδεισος paradeisos „raj, park” (królów perskich), od staroperskiego pairi-daēza „ogród otoczony murem”. Marynarze Magellana dowiedzieli się od moluckich tubylców, że egzotyczne ptaki rajskie pochodzą z nieba i są nazywane „ptakami bogów”[10].
- Samalia: rodzima, nowogwinejska nazwa samaliek dla cudowronki[11]. Typ nomenklatoryczny: Paradisaea apoda Linnaeus, 1758.
- Uranornis: gr. ουρα oura „ogon”; ορνις ornis, ορνιθος ornithos „ptak”[12]. Typ nomenklatoryczny: Paradisea rubra Daudin, 1800.
- Paradisornis: gr. παραδεισος paradeisos „raj, park” (królów perskich), od staroperskiego pairi-daēza „ogród otoczony murem”; ορνις ornis, ορνιθος ornithos „ptak”[13]. Typ nomenklatoryczny: Paradisornis rudolphi Finsch & A.B. Meyer, 1885.
- Trichoparadisea: gr. θριξ thrix, τριχος trikhos „włosy”; rodzaj Paradisaea Linnaeus, 1758[14]. Typ nomenklatoryczny: Paradisea guilielmi Cabanis, 1888.

### Podział systematyczny
Do rodzaju należą następujące gatunki:
- Paradisaea rudolphi (Finsch & A.B. Meyer, 1885) – cudowronka błękitna
- Paradisaea guilielmi Cabanis, 1888 – cudowronka białopióra
- Paradisaea rubra Daudin, 1800 – cudowronka czerwona
- Paradisaea decora Salvin & Godman, 1883 – cudowronka złotogrzbieta
- Paradisaea minor Shaw, 1809 – cudowronka mniejsza
- Paradisaea apoda Linnaeus, 1758 – cudowronka wielka
- Paradisaea raggiana P.L. Sclater, 1873 – cudowronka krasnopióra